# Moyry Castle

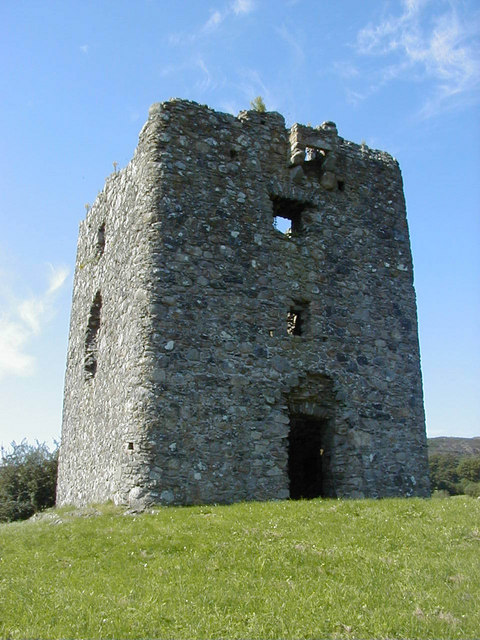
Moyry Castle

Moyry Castle (irisch Bealach an Mhaighre) ist eine Burg im nordirischen County Armagh. Charles Blount, 1. Earl of Devonshire und 8. Baron Mountjoy ließ sie 1601 bauen, um den Moyry Pass (Bealach an Mhaighre, die Gap to the North), zu sichern. Ein kleiner, rechteckiger Wohnturm mit drei Stockwerken sitzt an der Ecke einer kleinen Bawn (Kurtine).
Moyry Castle ist ein State Care Historic Monument im Townland von Carrickbroad im District Newry, Mourne and Down. Moyry Castle ist einen markanter Wahrzeichen entlang der Bahnlinie Belfast-Dublin.